# Franco Borgia

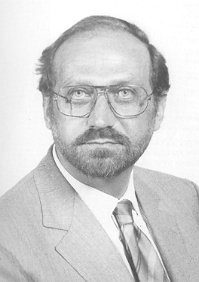
Franco Borgia

Franco Borgia (Barletta, 31 maart 1943) was burgemeester van Barletta in Apulië van 1978 tot 1980 en politicus van de Partito Socialista Italiano. 
Van opleiding is hij advocaat. Hij was Kamerlid van 1992 tot 1994, waar hij zich onder meer bezig hield met grondwettelijke kwesties, samen met ex-premier Bettino Craxi.